# Lou Diamond Phillips
Lou Diamond Phillips, nombre artístico de Louis Diamond Upchurch (Subic, Filipinas, 17 de febrero de 1962) es un actor de cine y televisión y cantante estadounidense nacido en Filipinas.

## Biografía

### Primeros años
Phillips nació con el nombre de Louis Diamond Upchurch, en la Estación Naval de la Bahía Subic, localizada en las Filipinas, siendo hijo de Lucita y Gerald Upchurch, un oficial naval. Su padre tenía ascendencia escocesa, irlandesa, cherokee y hawaiana mientras que su madre tenía ascendencia española, china, filipina y japonesa. Fue nombrado así en honor al legendario marino Leland "Lou" Diamond y adoptó el apellido de su padrastro.

### Carrera

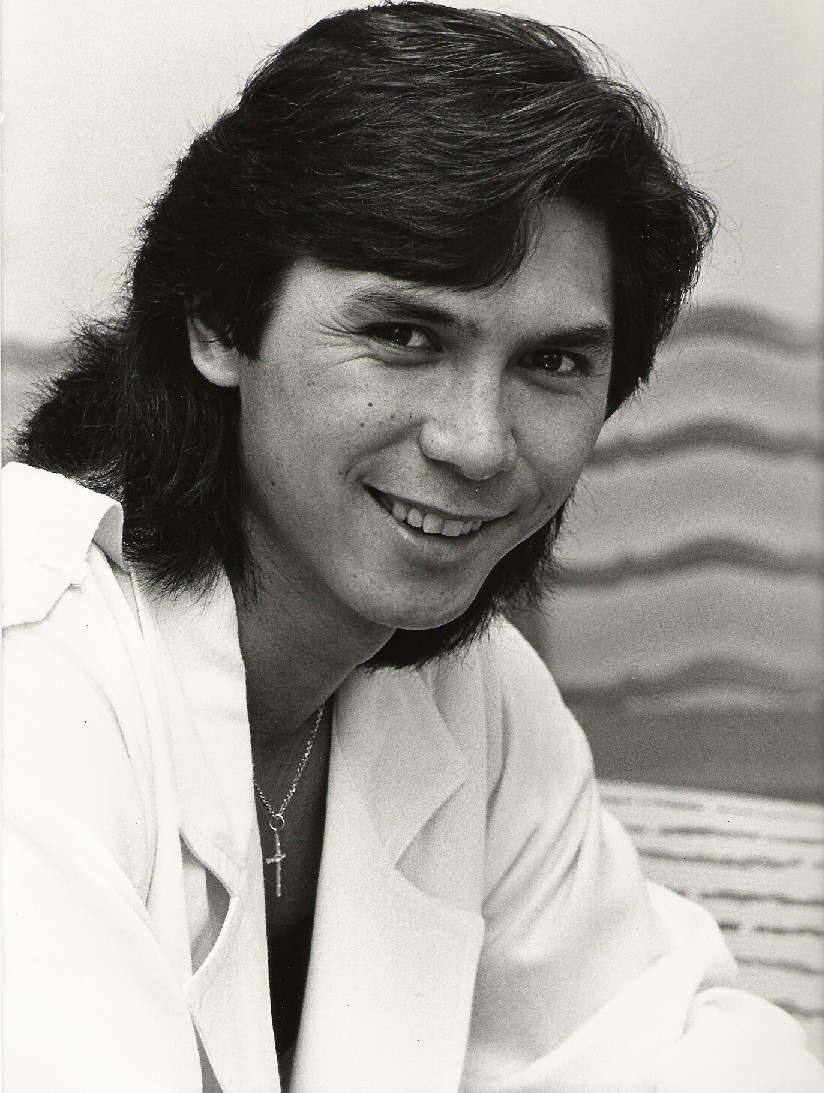
Lou Diamond Phillips en 1987.

El estrellato de Lou surgió al protagonizar la película La bamba, personificando al ya fallecido músico estadounidense de origen mexicano, Ritchie Valens. Pese a que el papel le ganó elogios de los críticos especializados, a partir de entonces le fue difícil encontrar otro papel principal en alguna otra superproducción fílmica en Hollywood. Hacia 1988 logró un papel coprotagonista al lado del experimentado actor Edward James Olmos, dentro del filme de drama escolar llamado: Stand and Deliver (Con ganas de triunfar o Lecciones Inolvidables). En dicha producción, encarnó a un pandillero cholo llamado Ángel Guzmán quien es inspirado por Jaime Escalante (Personaje de la vida real) -su profesor de matemáticas-, quien lo insta a desafiar su capacidad cognitiva para comprender los misterios del Cálculo Matemático, y a través de ello crear amistad con su maestro. Stand and Deliver fue filmada antes que La Bamba, pero fue lanzada un año después. En 1988 y 1990 Phillips co-estelarizó al lado de Emilio Estévez y Kiefer Sutherland en la película western Young Guns (Arma Joven en España, Jóvenes Pistoleros en Hispanoamérica) y Young Guns II.
Hacia septiembre de 2007, Phillips se unió a la compañía teatral de Lehrner and Lowe en la obra Camelot, interpretando el papel del Rey Arturo.
El primer filme que protagonizó pero que no tuvo mayor repercusión fue Trespasses.
Phillips ha interpretado de manera recurrente al agente del FBI Ian Edgerton dentro de la serie televisiva Numb3rs. Edgerton es el mejor rastreador y francotirador, instructor de Quantico, cuando él no está trabajando en esa investigación de campo.
En 2009 entró a formar parte del casting principal de la serie de la franquicia Stargate: Stargate Universe, interpretando al Coronel Telford.

### Vida personal
Durante la filmación de Trespasses, conoció a Julie Cypher, asistente de dirección quien se convirtió en su esposa el 17 de septiembre de 1986. Tiempo después se divorciaron el 5 de agosto de 1990. Cypher entablaría relaciones con la cantante roquera Melissa Etheridge, mientras que Lou conoció a Jennifer Tilly, con quien se comprometió durante cierto tiempo pero nunca se casaron. Tiempo después conoció y contrajo matrimonio con la modelo Kelly Preston (No confundir con la esposa de John Travolta, del mismo nombre). Tuvieron 3 hijas, se separaron en el año 2005 y su divorcio culminó en agosto de 2007. Ese mismo mes casó con Yvonne Boismier y su primer hijo con ella nació en octubre del mismo año.
Phillips juega en el World Poker Tour dentro del Hollywood Home Games, juega en beneficio de la Caridad Sierra Canyon H.S. & Santa Suzanna Montessori.
El viernes 11 de agosto de 2006, fue arrestado por posible violencia doméstica en su domicilio en Los Ángeles, posterior a una disputa con su novia Yvonne Boismier. Fue sentenciado a libertad condicional por tres años prestando servicio comunitario por espacio de 200 horas.
Durante una entrevista titulada "Shine on Lou Crazy Diamond" dentro de la revista musical "Smash Hits", Phillips reveló que su banda favorita es Pink Floyd y por supuesto que su canción favorita es «Shine on You Crazy Diamond» originalmente dedicada al desaparecido músico Syd Barrett.

### Activismo

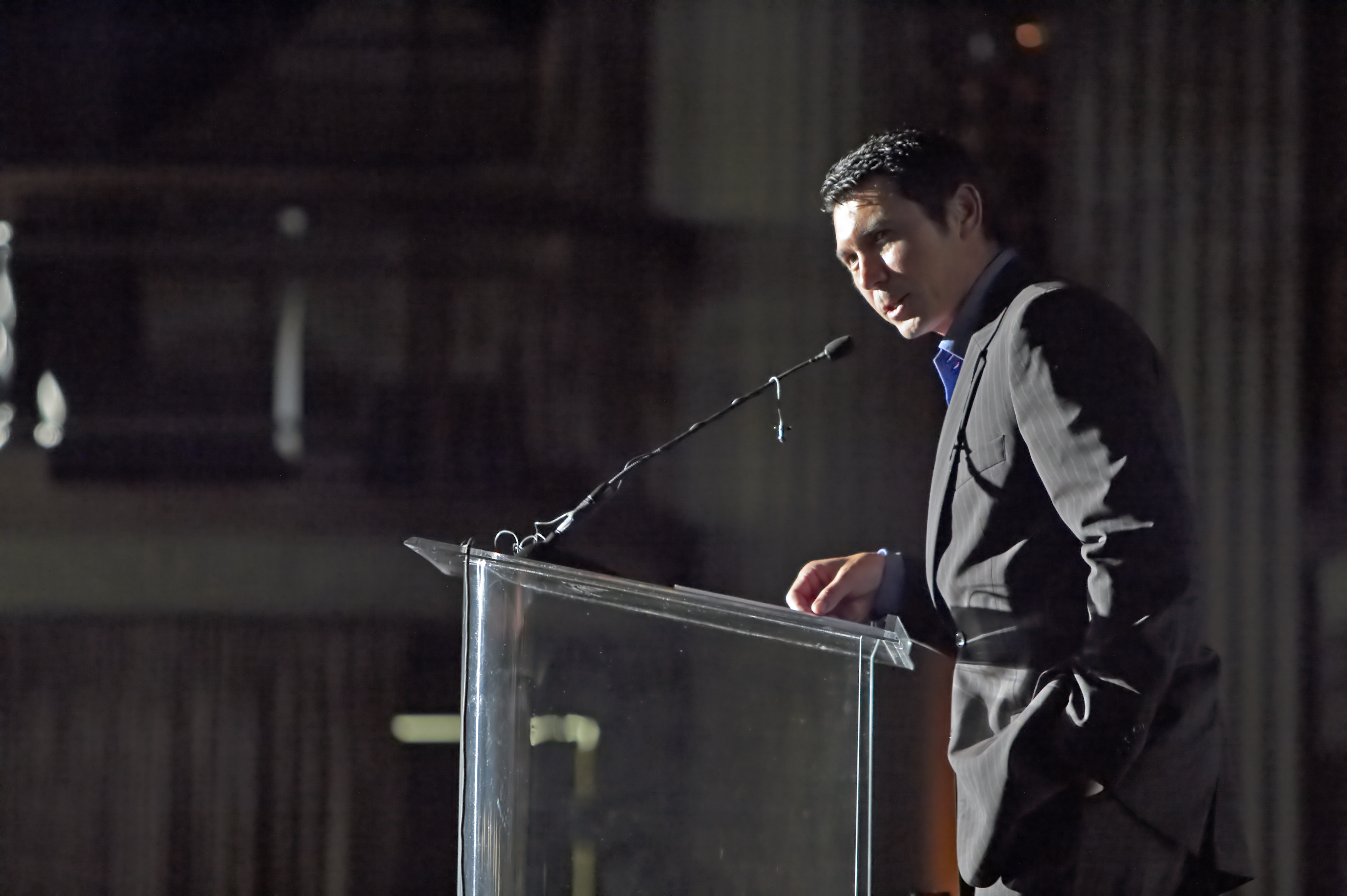
Phillips hablando durante la ceremonia, cena y gala de los Filipino American Library Spirit Awards celebrada en Los Ángeles, California.

Phillips es portavoz y abogado de HR 4574, un acta de igualdad hacia los veteranos de la Segunda Guerra Mundial de origen filipino, en búsqueda de lograr los mismos beneficios otorgados a los demás veteranos de guerra.

## Premios y reconocimientos
- 1989 Premio Independent Spirit por mejor actuación masculina de reparto en (Stand and Deliver, 1988)
- 1989 Nominación al Globo de oro por la misma interpretación en el mismo filme.
- 1989 Premio Western Heritage Award (Bronce) por el drama de acción (Young Guns, 1988). Compartido con: John Fusco (productor), Christopher Cain (productor), Charlie Sheen (actor), Emilio Estévez (actor), Kiefer Sutherland (actor)
- 1993 Premio Oxfam America por su dedicación a la lucha encaminada a terminar con la hambruna mundial.
- 1994 Premio del festival fílmico de Houston (Medalla de oro) por Ultimate Revenge
- 1996 Nominación al premio Tony por su actuación dentro de la obra en Broadway The King And I (El rey y yo)
- 1996 Premio Theatre World : The King and I (El rey y yo)
- 1996 New York Outer Critics Circle: Outstanding Broadway Debut Award of an Actor, The King & I
- 1997 Premio Blockbuster Entertainment por actor de reparto favorito en los géneros drama/aventura Courage Under Fire (Valor bajo fuego 1996)
- 1997 Premio Lone Star Film & Televisión por mejor actor de reparto por (Courage Under Fire, 1996)
- 2001 Reconocimiento por la Filipinas magazine Achievement for Entertainment
- 2003 Premio Cinemanila Film Festival Lifetime Achievement (Filipinas)
- 2005 Premio Asia Pacific Islander Heritage por excelencia en arte y espectáculos.

## Filmografía
- Justice League: Crisis on Infinite Earths (2024) - The Spectre
- The Masked Singer (2023)
- Easter Sunday (2022)
- The Cleaning Lady (2022)
- Prodigial Son (2019)
- Un policía y medio 2 (2017)
- The Night Stalker (2016)
- Blindspot (2016)
- Los 33 (2015)
- Filly Brown (2013)
- Radioactive (vídeo musical) (Imagine Dragons) (2012)
- Longmire (serie de televisión) (2012) Henry Standing Bear
- "Metal Tornado" (2011)
- Stargate Universe (TV) (2009) Coronel David Telford
- I'm a Celebrity... Get Me out of Here! (TV) (2009)
- Carny (2009)
- Angel and the Badman (2009)
- Love Takes Wing (2009) Ray Russell
- The Beast (TV) (2009) Patrick Swayze
- Lone Rider (2008)
- Death Toll (2008)
- Never Forget (2008)
- Che (2008) Mario Monje
- The Word of Promise (dramatización del Nuevo Testamento) (2007) Voz del apóstol Marcos
- Camelot (2007 - 2008)
- Termination Point (TV) (2007)
- Psych (Serie TV) (2007)
- Supernatural Bichon Frise (2007)
- El Cortez (2007)
- AquaMan (2006)
- Fingerprints (2006)
- Numb3rs (Serie TV) (2005-presente) Agente Ian Edgerton
- Law & Order: Special Victims Unit (TV) (2006) Victor Paul Gitano (Episodio: "Fault")
- Striking Range (2006) inicialmente titulada Bloodlines
- The Triangle (TV) (2005) Miniseries en el canal Sci-fi, inspiradas en sucesos paranormales en el Triángulo de las Bermudas
- Alien Express (TV) (2005)
- Jack & Bobby (TV) (2005)
- Murder at the Presidio (TV) (2005)
- The Trail to Hope Rose (TV) (2004)
- Gone But Not Forgotten (TV) (2004)
- K10C: Kids' Ten Commandments (TV) (2003) actor invitado en el tercer episodio, en el papel de un ladrón
- Red Water (TV) (2003)
- Hollywood Homicide (2003)
- Absolon (2003)
- George Lopez Show (2002)
- Malevolent (2002)
- Stark Raving Mad (2002)
- Lone Hero (2002)
- 24 (2002) (Serie TV)
- Wolf Lake (2001) (Serie TV)
- Knight Club (2001)
- Route 666 (2001)
- Hangman-El ahorcado (Tv 2001)
- Supernova (2000)
- A Better Way to Die (2000)
- Picking Up the Pieces (2000)
- In a Class of His Own (TV) (1999)
- Bats (1999)
- Orion Scope: The Grip of Christ (TV) (1999)
- Brokedown Palace (1999)
- Spin City (TV) (1998) (Episodio: "An Officer and a Gentleman")
- Another Day in Paradise (1998)
- The Big Hit (1998)
- Courage Under Fire (1996)
- Undertow (1996)
- Teresa's Tattoo (1995)
- The Wharf Rat (TV) (1995)
- Override (TV) (1994)
- Teresa's Tattoo (1994)
- Boulevard (película) (1994)
- Sioux City (película) (1994)
- Dangerous Touch (1994)
- Wind in the Wire (1993)
- Extreme Justice (1993)
- Shadow of the Wolf (1992)
- Avenue Z Afternoon (1991) (Serie TV)
- Sesame Street (1991)
- Ambition (1991)
- The Dark Wind (1991)
- Harley (1990)
- The First Power (1990)
- Bajo otra bandera (1990)
- Young Guns II (1990)
- Renegades (1989)
- Disorganized Crime (1989)
- Young Guns (película)Young Guns (1988)
- Stand and Deliver (1988)
- Dakota (1988)
- Miami Vice (Temporada 3: Ep.19 "Red Tape") (TV) (1987)
- The Three Kings (TV) (1987)
- La bamba (1987)
- Trespasses (1986)
- Interface (1984)